# Браун, Отто (революционер)
Отто Браун (нем. Otto Braun; 28 сентября 1900, Исманинг — 15 августа 1974, Варна) — немецкий революционер-коммунист, писатель.

## Биография
Родился в семье служащего в местечке Исманинг близ Мюнхена (Германия). Революционную деятельность начал ещё студентом учительской семинарии. В 1918 году Отто Браун вступил в «Союз Спартака», с 1919 года — в Коммунистической партии Германии (КПГ), в апреле 1919 года сражался на баррикадах Баварской Советской Республики.
В 1920-х годах Отто Браун работал в нелегальном военном аппарате ЦК КПГ, был секретарём подпольного окружного комитета в Тюрингии, одновременно являлся сотрудником IV (разведывательного) Управления штаба РККА. Один из руководителей разведывательного аппарата ЦК КПГ.
В 1926 году арестован за шпионаж в пользу СССР.
Весной 1928 года Отто Браун совершил поразительный по дерзости побег из печально знаменитой Моабитской тюрьмы (11 апреля он был выкраден из зала суда членами КПГ, в том числе своей возлюбленной Ольгой Бенарио) и по решению ЦК КПГ уехал в Советский Союз. Здесь он изучал военное дело в Военной академии имени М. В. Фрунзе. После её окончания в 1932 году он был направлен Исполкомом Коминтерна по просьбе ЦК КПК в Китай в качестве военного советника. Там под псевдонимами «Ли Дэ» и «Хуа Фу» он пробыл с 1932 по 1939 годы, всё время находясь в гуще революционных событий сначала в Шанхае, затем в Центральном советском районе на юге Китая. Вместе с китайской Красной армией он единственный из иностранцев совершил Великий поход с Юга на Северо-Запад Китая. Руководил Военной академией Красной армии Китая. Иногда историки КНР, а вслед за ними и некоторые западные незаслуженно пытались списать все ошибки того времени на Отто Брауна, утверждая, что он якобы ничего не понимал в китайской действительности, слепо следуя установкам Коминтерна, однако известные ныне документы позволяют утверждать, что он весьма точно предвосхищал все действия войск Гоминьдана.
В 1939 году Отто Браун был отозван в Москву. Служил в Красной армии, затем на переводческой и литературной работе.
С 1954 года проживал в ГДР, работал научным сотрудником Института общественных наук при ЦК СЕПГ в Берлине. За большие заслуги награждён орденами Карла Маркса, Отечественной войны 1-й степени и другими высокими наградами ГДР и СССР. Лауреат Национальной премии ГДР III класса в области искусства и литературы (1969).

## Книги
- Браун О. [militera.lib.ru/memo/german/braun_o/index.html Китайские записки (1932—1939).] — М.: Политиздат, 1974.